# Manfred Schneider
Manfred Schneider (n. 9 octombrie 1941, Schwerin, Germania) este un canotor ce a reprezentat Republica Democrată Germană, medaliat olimpic. A participat la 2 ediții ale Jocurilor Olimpice (1968, 1972) în care a câștigat o medalie de bronz.